# Tour de France 2017 – 7. etapa
Sedmá etapa Tour de France 2017 se jela v pátek 7. července z Troyes do Nuits-Saint-Georges. Měřila 213,5 km. V etapě byla 1 horská prémie 4. kategorie. Ve spurtu zvítězil Marcel Kittel.

## Prémie
108. km  – Chanceaux
- 1. Manuele Mori – 20
- 2. Maxime Bouet – 17
- 3. Yohann Gene – 15
- 4. Dylan van Baarle – 13
- 5. Sonny Colbrelli – 11
- 6. Alexander Kristoff – 10
- 7. André Greipel – 9
- 8. Zdeněk Štybar – 8
- 9. Michael Matthews – 7
- 10. Arnaud Démare – 6
- 11. Borut Božič – 5
- 12. Marcel Kittel – 4
- 13. Grega Bole – 3
- 14. Jack Bauer – 2
- 15. Andrij Grivko – 1

147,5. km  – Côte d'Urcy (4)
- 1. Maxime Bouet – 1

## Pořadí

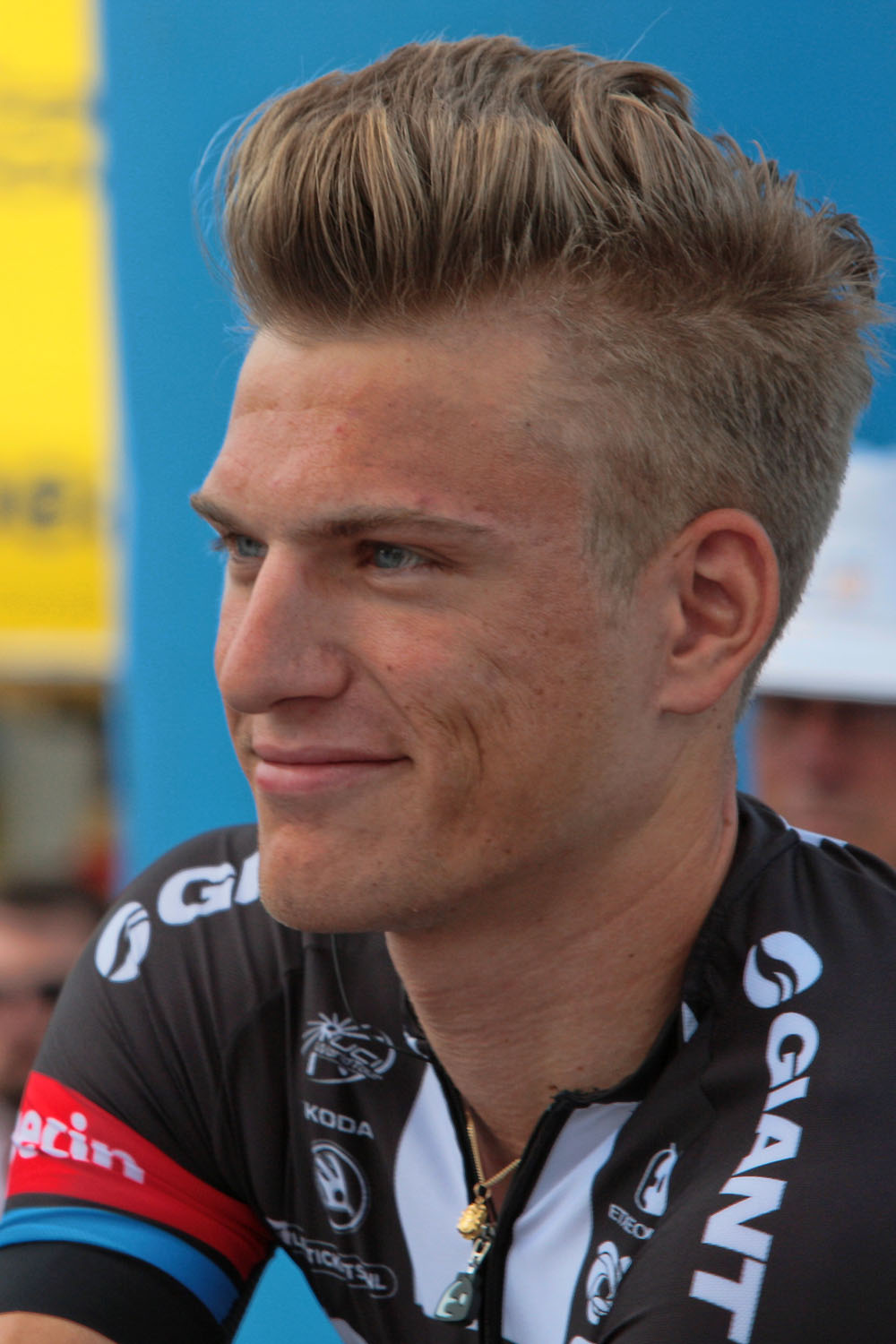
Marcel Kittel, vítěz etapy

| #    | Jméno                | Nár.               | Stáj              | Čas         |
| ---- | -------------------- | ------------------ | ----------------- | ----------- |
| 1.   | Marcel Kittel        | Německo            | Quick-Step Floors | 03h 44' 06" |
| 2.   | Edvald Boasson Hagen | Norsko             | Dimension Data    | + 0' 00"    |
| 3.   | Michael Matthews     | Austrálie          | Sunweb            | + 0' 00"    |
| 4.   | Alexander Kristoff   | Norsko             | Kaťuša            | + 0' 00"    |
| 5.   | John Degenkolb       | Německo            | Trek-Segafredo    | + 0' 00"    |
| 6.   | Dylan Groenewegen    | Nizozemsko         | LottoNL           | + 0' 00"    |
| 7.   | Rüdiger Selig        | Německo            | Bora-Hansgrohe    | + 0' 00"    |
| 8.   | Nacer Bouhanni       | Francie            | Cofidis           | + 0' 00"    |
| 9.   | André Greipel        | Německo            | Lotto Soudal      | + 0' 00"    |
| 10.  | Daniel McLay         | Spojené království | Fortuneo-Oscaro   | + 0' 00"    |
|      |                      |                    |                   |             |
| 32.  | Roman Kreuziger      | Česko              | Orica-Scott       | + 0' 00"    |
| 132. | Zdeněk Štybar        | Česko              | Quick-Step Floors | + 0' 20"    |
| 180. | Ondřej Cink          | Česko              | Bahrain Merida    | + 2' 01"    |

## Trikoty

### Celkové pořadí

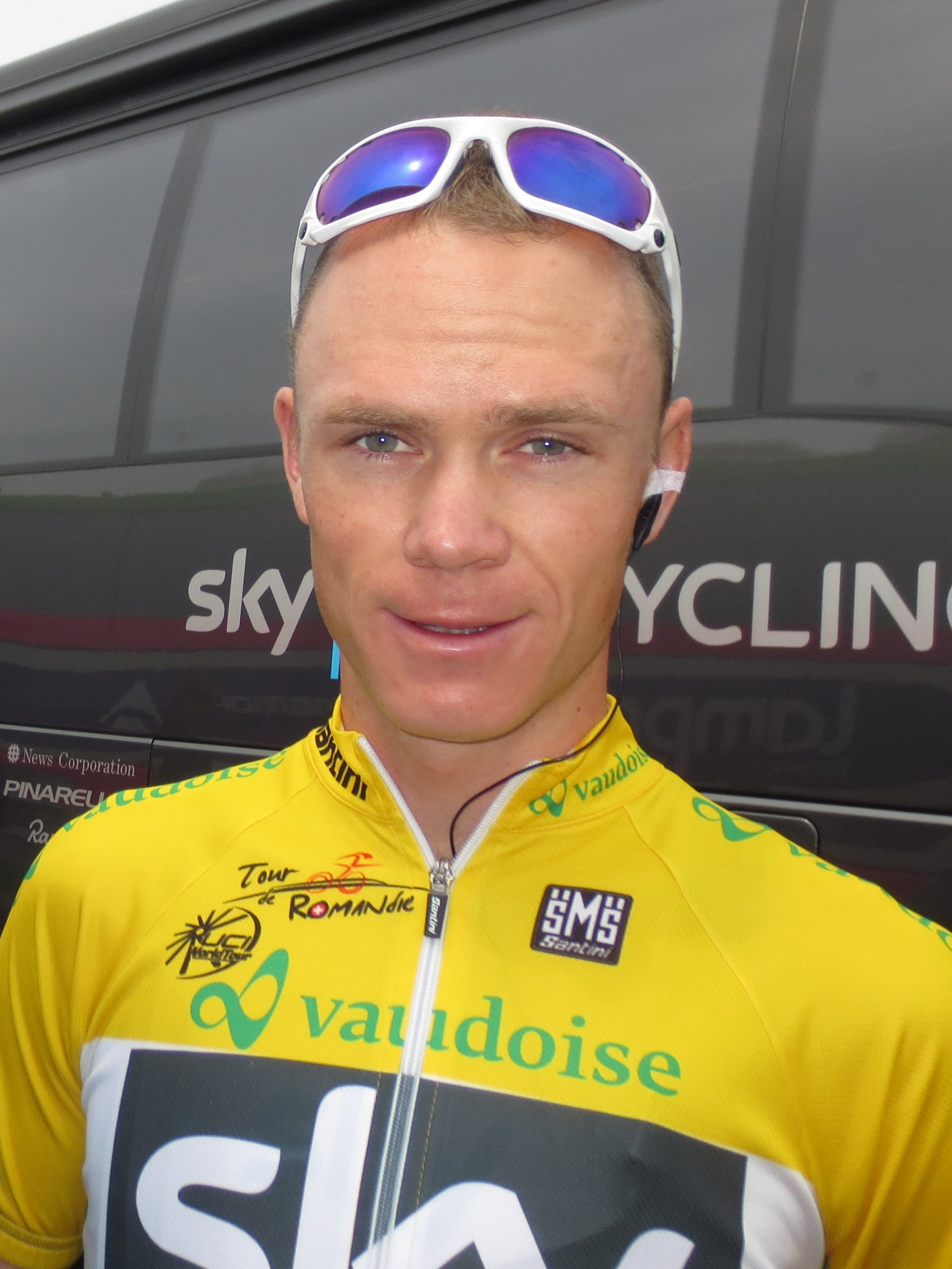
Chris Froome, lídr závodu

| #   | Jméno            | Nár.               | Stáj              | Čas         |
| --- | ---------------- | ------------------ | ----------------- | ----------- |
| 1.  | Chris Froome     | Spojené království | Sky               | 28h 47' 51" |
| 2.  | Geraint Thomas   | Spojené království | Sky               | + 0' 12"    |
| 3.  | Fabio Aru        | Itálie             | Astana            | + 0' 14"    |
| 4.  | Daniel Martin    | Irsko              | Quick-Step Floors | + 0' 25"    |
| 5.  | Richie Porte     | Austrálie          | BMC               | + 0' 39"    |
| 6.  | Simon Yates      | Spojené království | Orica-Scott       | + 0' 43"    |
| 7.  | Romain Bardet    | Francie            | AG2R              | + 0' 47"    |
| 8.  | Alberto Contador | Španělsko          | Trek-Segafredo    | + 0' 52"    |
| 9.  | Nairo Quintana   | Kolumbie           | Movistar          | + 0' 54"    |
| 10. | Rafał Majka      | Polsko             | Bora-Hansgrohe    | + 1' 01"    |
|     |                  |                    |                   |             |
| 28. | Roman Kreuziger  | Česko              | Orica-Scott       | + 2' 41"    |
| 51. | Ondřej Cink      | Česko              | Bahrain Merida    | + 7' 24"    |
| 74. | Zdeněk Štybar    | Česko              | Ouick-Step Floors | + 11' 53"   |

### Bodovací závod

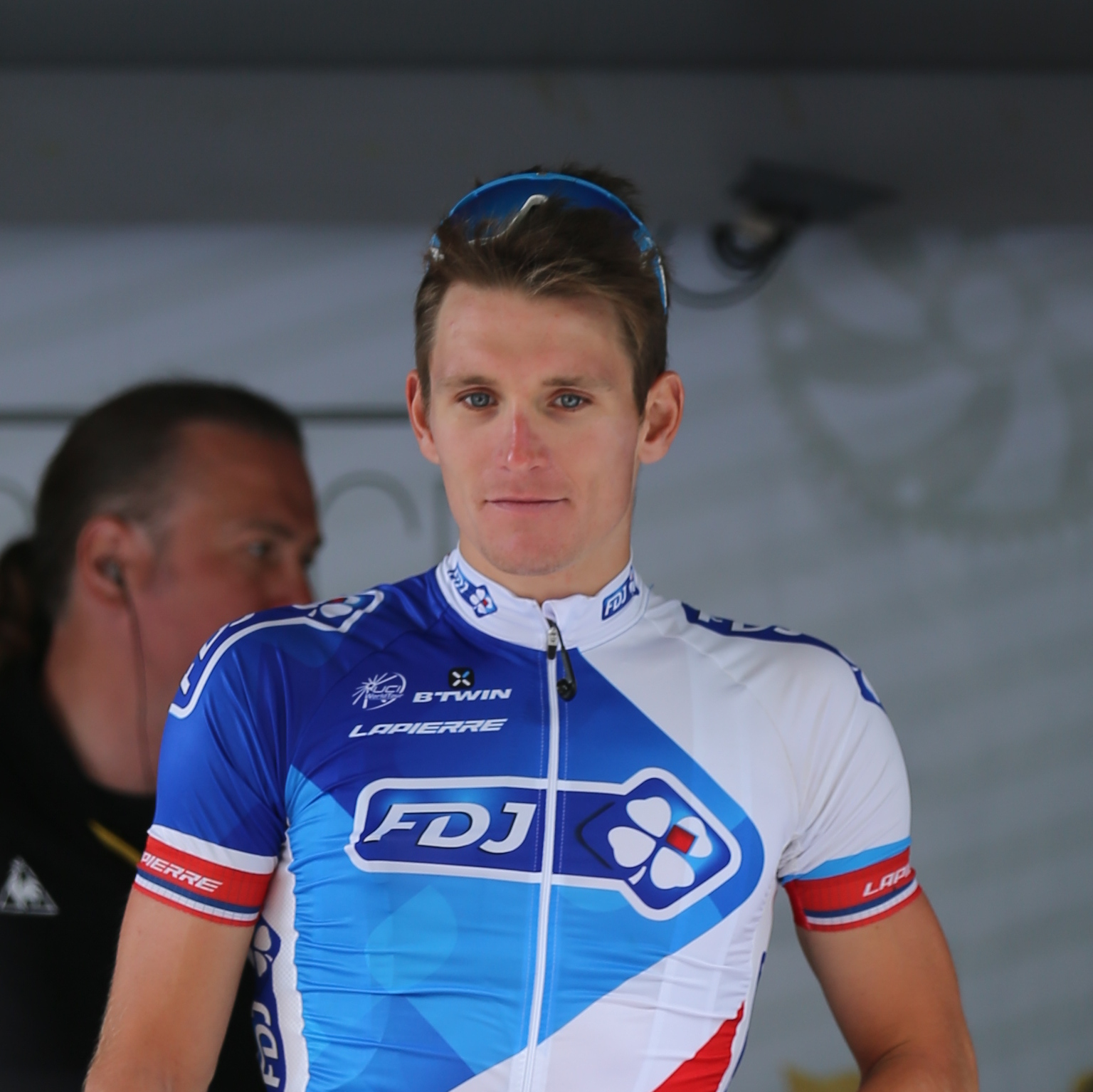
Arnaud Démare, lídr bodovacího závodu

| #   | Jméno                | Nár.       | Stáj              | Body |
| --- | -------------------- | ---------- | ----------------- | ---- |
| 1.  | Marcel Kittel        | Německo    | Quick-Step Floors | 197  |
| 2.  | Arnaud Démare        | Francie    | FDJ               | 182  |
| 3.  | Michael Matthews     | Austrálie  | Sunweb            | 123  |
| 4.  | André Greipel        | Německo    | Lotto Soudal      | 110  |
| 5.  | Alexander Kristoff   | Norsko     | Kaťuša            | 102  |
| 6.  | Edvald Boasson Hagen | Norsko     | Dimension Data    | 66   |
| 7.  | Sonny Colbrelli      | Itálie     | Bahrain-Merida    | 60   |
| 8.  | Nacer Bouhanni       | Francie    | Cofidis           | 54   |
| 9.  | Daniel Martin        | Irsko      | Quick-Step Floors | 47   |
| 10. | Dylan Groenewegen    | Nizozemsko | LottoNL           | 44   |
|     |                      |            |                   |      |
| 32. | Zdeněk Štybar        | Česko      | Ouick-Step Floors | 17   |
|     |                      |            |                   |      |
| —   | Roman Kreuziger      | Česko      | Orica-Scott       | 0    |
| —   | Ondřej Cink          | Česko      | Bahrain Merida    | 0    |

### Vrchařský závod

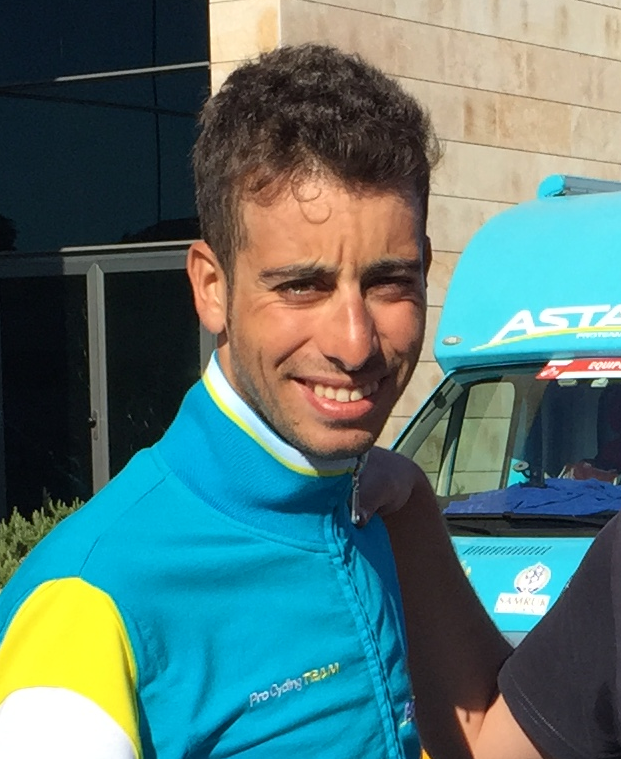
Fabio Aru, nejlepší vrchař

| #   | Jméno            | Nár.               | Stáj              | Body |
| --- | ---------------- | ------------------ | ----------------- | ---- |
| 1.  | Fabio Aru        | Itálie             | Astana            | 10   |
| 2.  | Daniel Martin    | Irsko              | Quick-Step Floors | 8    |
| 3.  | Chris Froome     | Spojené království | Sky               | 6    |
| 4.  | Richie Porte     | Austrálie          | BMC               | 4    |
| 5.  | Nathan Brown     | USA                | Cannondale        | 3    |
| 6.  | Jan Bakelants    | Belgie             | AG2R              | 2    |
| 7.  | Perrig Quemeneur | Francie            | Direct Energie    | 2    |
| 8.  | Taylor Phinney   | USA                | Cannondale        | 2    |
| 9.  | Nils Politt      | Německo            | Kaťuša            | 2    |
| 10. | Romain Bardet    | Francie            | AG2R              | 2    |
|     |                  |                    |                   |      |
| —   | Zdeněk Štybar    | Česko              | Ouick-Step Floors | 0    |
| —   | Roman Kreuziger  | Česko              | Orica-Scott       | 0    |
| —   | Ondřej Cink      | Česko              | Bahrain Merida    | 0    |

### Nejlepší mladý jezdec

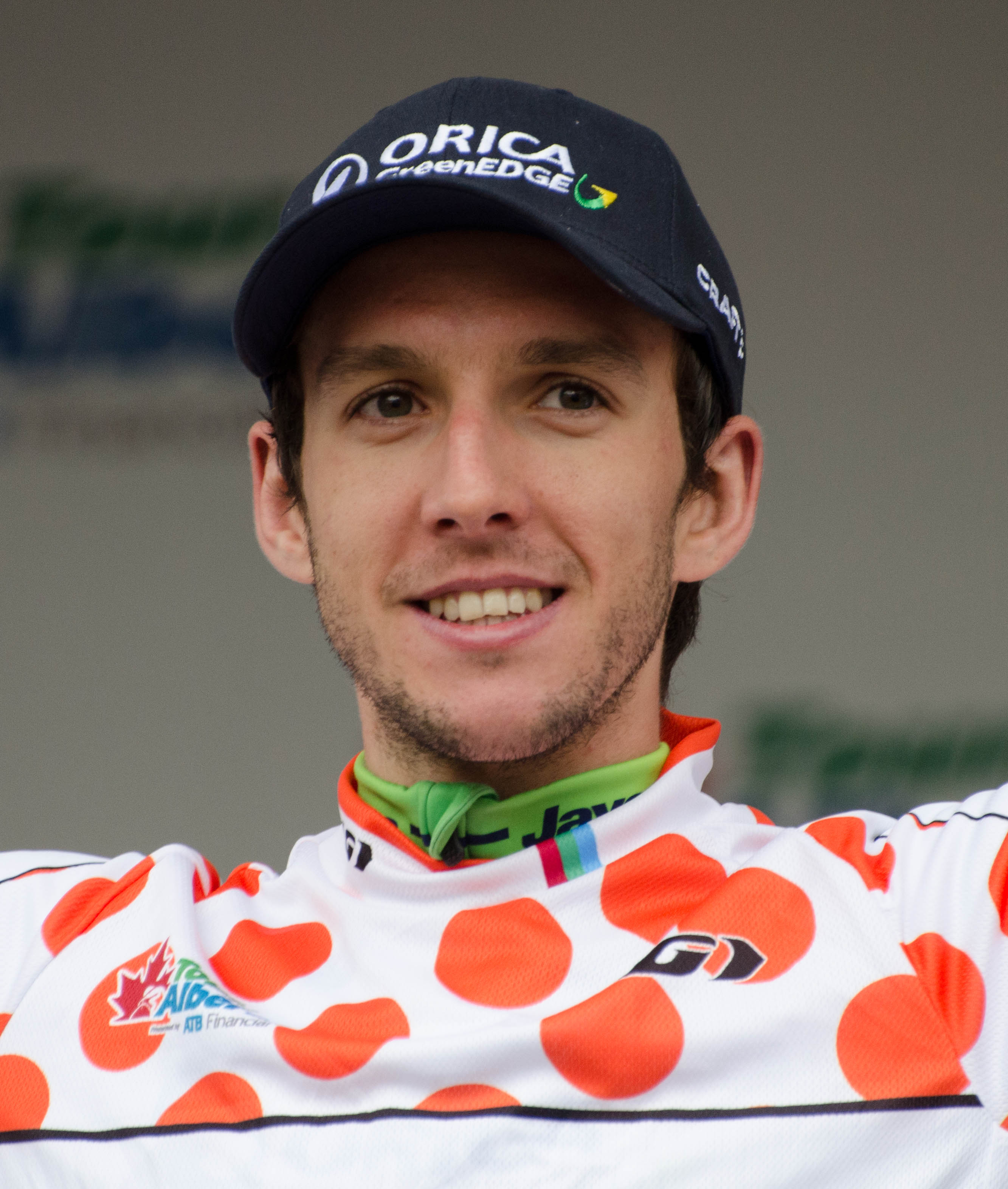
Simon Yates, nejlepší mladý jezdec

| #   | Jméno               | Nár.               | Stáj            | Čas         |
| --- | ------------------- | ------------------ | --------------- | ----------- |
| 1.  | Simon Yates         | Spojené království | Orica-Scott     | 28h 48' 34" |
| 2.  | Pierre-Roger Latour | Francie            | AG2R            | + 0' 24"    |
| 3.  | Louis Meintjes      | Jižní Afrika       | UAE             | + 0' 41"    |
| 4.  | Emanuel Buchmann    | Německo            | Bora-Hansgrohe  | + 0' 46"    |
| 5.  | Guillaume Martin    | Francie            | Wanty           | + 1' 44"    |
| 6.  | Tiesj Benoot        | Belgie             | Lotto Soudal    | + 1' 47"    |
| 7.  | Lilian Calmejane    | Francie            | Direct Energie  | + 3' 41"    |
| 8.  | Alexej Lucenko      | Kazachstán         | Astana          | + 4' 59"    |
| 9.  | Jay McCarthy        | Austrálie          | Bora-Hansgrohe  | + 7' 22"    |
| 10. | Elie Gesbert        | Francie            | Fortuneo-Oscaro | + 8' 05"    |

### Nejlepší tým
| #   | Stáj              | Čas         | Česko     |
| --- | ----------------- | ----------- | --------- |
| 1.  | Team Sky          | 86h 24' 35" |           |
| 2.  | BMC               | + 1' 59"    |           |
| 3.  | AG2R              | + 3' 21"    |           |
|     |                   |             |           |
| 5.  | Orica-Scott       | + 3' 58"    | Kreuziger |
| 13. | Bahrain Merida    | + 12' 03"   | Cink      |
| 14. | Quick-Step Floors | + 12' 12"   | Štybar    |

### Bojovník etapy

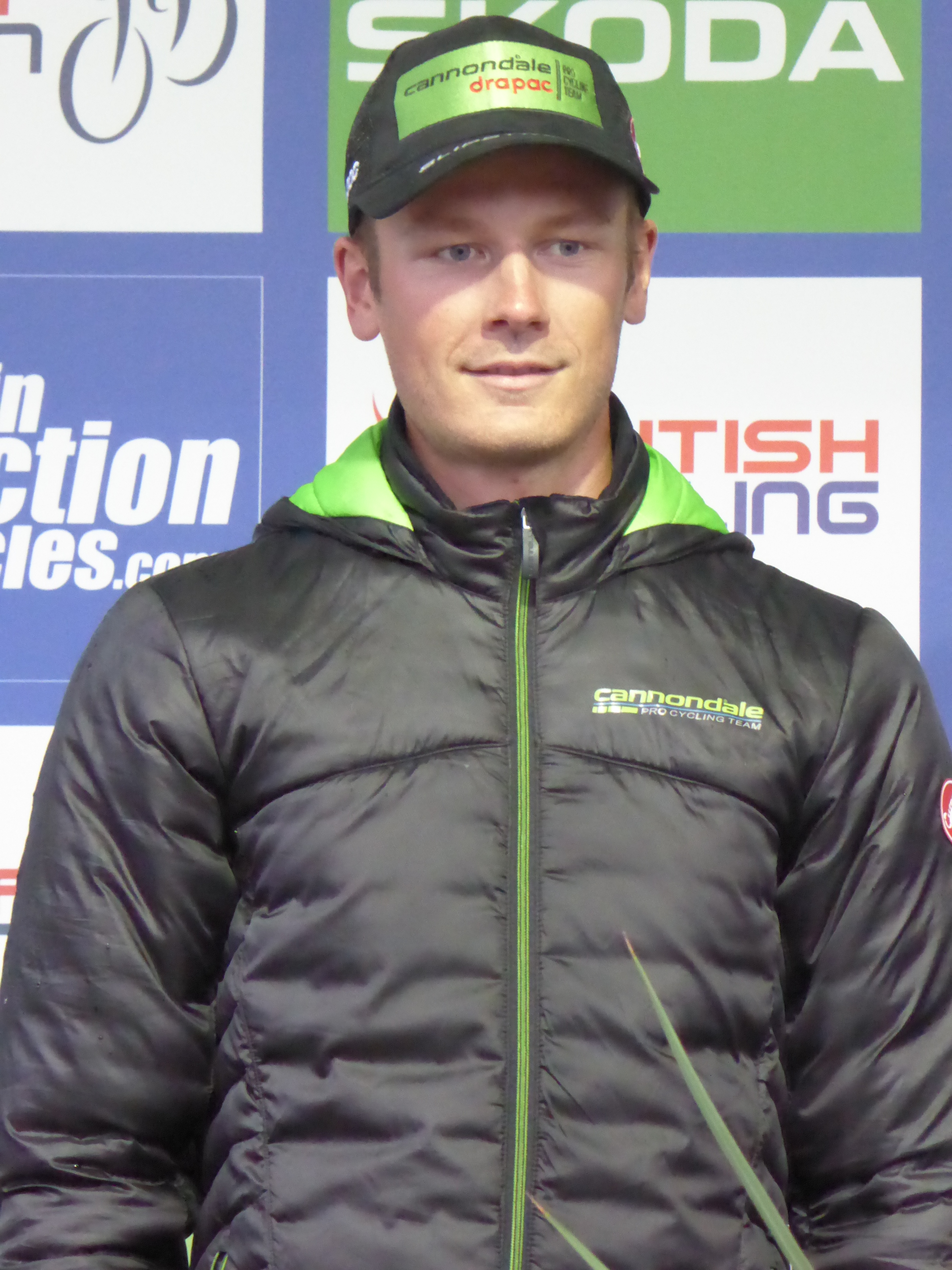
Dylan van Baarle, bojovník etapy

| Jméno            | Nár.       | Stáj       |
| ---------------- | ---------- | ---------- |
| Dylan van Baarle | Nizozemsko | Cannondale |